# Hauganes
Hauganes is een klein vissersplaatsje in het noorden van IJsland ten noorden van Akureyri. Het ligt in de regio Norðurland eystra en telt 137 inwoners. Hauganes hoort samen met Dalvík tot de gemeente Dalvíkurbyggð. Het ligt aan de Eyjafjörður fjord.
De plaatsnaam Hauganes is ontstaan met het Oud-Noorse woord Haugr wat heuvel betekent. De visserij is een belangrijke industrie naar het dorp. Hauganes is ook een populaire toeristische bestemming. Walvissen spotten en zeevissen trips vertrekken vanaf Hauganes. Zowel walvissen als zeehonden kunnen ook worden bekeken op Öxarfjörður. Toeristen kunnen ook een bezoek brengen aan de eilanden voor de kust van Hrisey en Grimsey. Die zijn van bijzonder belang bij vogelliefhebbers.